# Craig Morgan
Craig Morgan  (ur. 16 czerwca 1985 w St Asaph) – walijski piłkarz występujący na pozycji obrońcy. Zawodnik klubu Wigan Athletic.

## Kariera klubowa
Morgan zawodową karierę rozpoczynał w 2001 roku w walijskim Wrexhamie, grającym w angielskiej lidze Division Two. W 2002 roku spadł z zespołem do Division Three, ale po roku wrócił z nim do Division Two. W 2005 roku, po spadku Wrexhamu do League Two, Morgan odszedł z klubu.
Został wówczas graczem angielskiego Milton Keynes Dons z League One. Zadebiutował tam 6 sierpnia 2005 roku w zremisowanym 2:2 pojedynku z Bournemouth. W 2006 roku spadł z klubem do League Two. W sezonie 2006/2007 przebywał na wypożyczeniach w innych zespołach League Two, Wrexhamie i Peterborough United.
W styczniu 2007 roku Morgan podpisał kontrakt z Peterborough. W 2008 roku awansował z nim do League One, a 2009 roku do Championship. W tych rozgrywkach zadebiutował 8 sierpnia 2009 roku w przegranym 1:2 spotkaniu z Derby County. 16 lutego 2010 roku w wygranym 3:1 pojedynku z Ipswich Town strzelił pierwszego gola w Championship. W 2010 roku, po spadku Peterborough do League One, Morgan odszedł z klubu.
Został graczem Prestonu North End z Championship. Pierwszy ligowy mecz zaliczył tam 7 sierpnia 2010 roku przeciwko Doncaster Rovers (0:2).

## Kariera reprezentacyjna
Morgan jest byłym reprezentantem Walii U-17, U-19 oraz U-21. W pierwszej reprezentacji Walii zadebiutował 11 października 2006 roku w wygranym 3:1 meczu eliminacji Mistrzostw Europy 2008 z Cyprem.